# Ајрон Ривер (Мичиген)
Ајрон Ривер (Мичиген) (енгл. Iron River) град је у америчкој савезној држави Мичиген. По попису становништва из 2010. у њему је живело 3.029 становника.

## Демографија
Према попису становништва из 2010. у граду је живело 3.029 становника, што је 1.100 (57,0%) становника више него 2000. године.
|                   | 2010.          | 2000.          |
| Укупно            | 3 029 (100,0%) | 1 929 (100,0%) |
| Белци             | 2 879 (95,05%) | 1 827 (94,71%) |
| Остали            | 77 (2,542%)    | 80 (4,147%)    |
| Хиспаноамериканци | 57 (1,882%)    | 15 (0,778%)    |
| Азијати           | 9 (0,297%)     | 4 (0,207%)     |
| Афроамериканци    | 7 (0,231%)     | 3 (0,156%)     |